# قطعنامه ۵۶۴ شورای امنیت
قطعنامه ۵۶۴ شورای امنیت سازمان ملل متحد که در تاریخ ۳۱ مه ۱۹۸۵ تصویب شد، سندی بین‌المللی دربارهٔ لبنان است. این قطعنامه طی نشست ۲۵۸۲ام با ۱۵ موافق، ۰ مخالف و ۰ ممتنع تصویب شد.